# Brunstatt-Didenheim
Brunstatt-Didenheim – gmina we Francji, w regionie Grand Est, w departamencie Górny Ren. W 2013 roku liczba ludności wynosiła 7932 mieszkańców. 
Gmina została utworzona 1 stycznia 2016 roku z połączenia dwóch ówczesnych gmin: Brunstatt oraz Didenheim. Siedzibą gminy została miejscowość Brunstatt.